# Finncomm Airlines

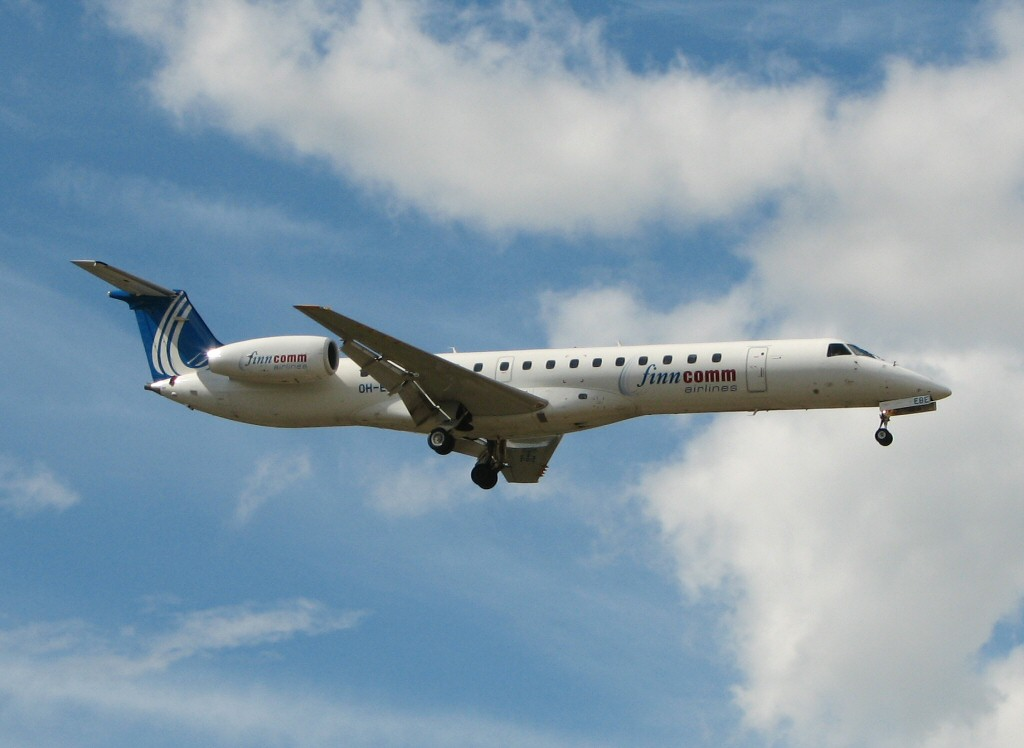
Embraer 145 w barwach Finncomm Airlines

Finncomm Airlines – dawne fińskie regionalne linie lotnicze z siedzibą w Seinäjoki. Obsługiwały głównie połączenia krajowe. Głównym węzłem był port lotniczy Helsinki-Vantaa.
Przedsiębiorstwo, którego pełna nazwa to Finnish Commuter Airlines Oy, powstała w 1993 roku. W 2011 roku Finnair i Flybe kupiły Finncomm, by utworzyć linie lotnicze Flybe Nordic, następnie przemianowane na Nordic Regional Airlines.

## Flota
- 4x ATR 42-500
- 8x ATR 72-500
- 2x Embraer ERJ 170-100ST

## Porty docelowe
- Estonia
  - Tallinn (Port lotniczy Tallinn)
- Finlandia
  - Enontekiö (Port lotniczy Enontekiö)
  - Helsinki (Port lotniczy Helsinki-Vantaa) węzeł
  - Joensuu (Port lotniczy Joensuu)
  - Jyväskylä (Port lotniczy Jyväskylä)
  - Kemi/Tornio (Port lotniczy Kemi-Tornio)
  - Kokkola (Port lotniczy Kokkola)
  - Kuopio (Port lotniczy Kuopio)
  - Kuusamo (Port lotniczy Kuusamo) sezonowo
  - Pori (Port lotniczy Pori)
  - Savonlinna (Port lotniczy Savonlinna)
  - Seinäjoki (Port lotniczy Seinäjoki)
  - Tampere (Port lotniczy Tampere-Pirkkala)
  - Turku (Port lotniczy Turku)
  - Vaasa (Port lotniczy Vaasa)
- Niemcy
  - Stuttgart (Port lotniczy Stuttgart)
- Polska
  - Gdańsk (Port lotniczy Gdańsk im. Lecha Wałęsy)